# 中國—格林納達關係
中國—格林納達关系（英語：China–Grenada relations），是指歷史上的中國和格林納達、以至現在中華人民共和國與格林納達之間的雙邊關係。加勒比海國家格林納達在1985年10月首次和中華人民共和國建交，1989年斷交，後在2005年復交。

## 歷史
格林納達在1974年独立為國，時任中华人民共和国总理周恩来其後致电祝贺，又承认格林納達独立:727。1983年10月25日，美國派兵入侵格林納達；中华人民共和国抨擊美国此舉為砲艦外交和霸权主义的政策，暗示美国聲稱的出兵理由只是藉口，又批評美国以强凌弱，破坏了《联合国宪章》的規定:84。1985年10月1日，格林纳达和中华人民共和国建立外交关系:727。
1989年，格林納達因六四事件而與中華民國建交，成為首個与中华人民共和国有正式邦交、又和中華民國建立外交关系的国家。中华人民共和国外交部其後與格林納達斷絕邦交，又反對與中华人民共和国有外交關係的国家和中華民國進行官方來往。據說，中华人民共和国此後曾多次斡旋，希望能與格林納達復交:86。断交期间，对格林纳达事务曾由驻特立尼达和多巴哥大使馆兼辖。
2005年，中华人民共和国和格林納達兩國的代表簽訂聯合公報，宣布恢復外交關係；有報導指格林納達是因為中華民國援助力度不大而與之反目，中華民國則抨擊格林納達「需索無度」（原文如此），不斷要求中華民國政府增加援助。
與格林納達復交後，中华人民共和国曾花費巨額資金，援助當地擴建一座體育館，又派員參與工程；在體育館開幕典禮上，格林納達皇家警察樂隊本應演奏《义勇军进行曲》，卻誤奏《中華民國國歌》，令在場的中华人民共和国大使和工人大為愕然。

## 經貿關係
- 中國出口到格林纳达的商品（2012年）[9]
- 格林纳达出口到中國的商品（2012年）[10]

2012年，中華人民共和國（不包括港澳台）出口了逾0.19億美元到格林纳达，貨物涵蓋家具、紡織品、金屬製品等類別；格林纳达在同年出口了4,332美元來華（不包括港澳台），貨品只有收藏品和牲畜。
格林纳达总理曾在财政预算把華資项目列为首個重点项目；中国企業在格林纳达的建設項目也创造了不少就业机会。

## 旅行

### 簽證

持中華人民共和國護照的中華人民共和國公民簽證要求分布圖：入境格瑞那達可免簽證。

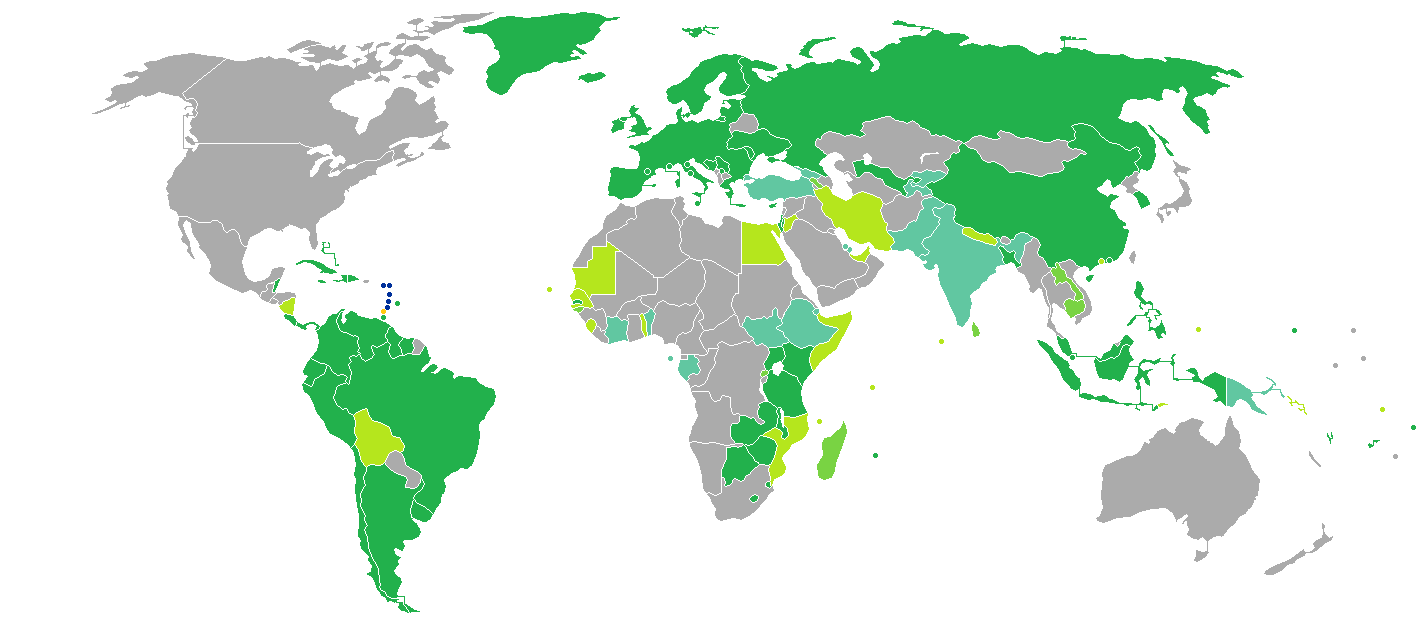
持格瑞那達護照的格瑞那達人口簽證要求分布圖：入境中華人民共和國可以免簽證。

2015年2月25日，中華人民共和国与格林纳达签署普通护照互免签证协议，并于同年6月10日生效。據此協定，持中華人民共和國護照的中華人民共和國公民可以免簽證的方式入境格林纳达，停留不超過30天。而持格瑞那達護照的格瑞那達公民也可以免簽證的方式入境中華人民共和國 ，停留不超過30天，若前往香港或澳门则可以免签证入境90天。

## 文化關係
格林納達在2014年舉行了「中国电影节」，开幕电影為劇情片《海洋天堂》，其他參展電影的類別包括武侠片、动画片等；2015年，格林納達有學府設立「孔子课堂」，开辦汉语、中國艺术、武术等文化课程，期望令中國和格林納達的青年加強互相理解。

## 外部連結
- 中华人民共和国驻格林纳达大使馆官方网站（简体中文）（英文）
  - 中华人民共和国驻格林纳达大使馆经贸之窗官方网站（简体中文）